# 明瑞宅
明瑞宅，位于北京市东城区内务部街11号，是北京市文物保护单位。

## 历史
位于内务部街东部，东临朝阳门南小街，西近东花厅胡同。此宅原先是清朝乾隆年间的定边右副将军、一等诚嘉毅勇公明瑞的府邸，道光十四年（1834年）其曾孙景庆袭爵，道光二十五年（1845年）清宣宗六女寿恩固伦公主下嫁景庆之弟景寿，故此府又称“六公主府”。咸丰六年景寿袭爵，光绪十五年（1889年）景寿子麟光袭爵并继承此府。中华民国时期，被盐业银行经理购得。中华人民共和国时期，成为单位宿舍。

## 建筑
该院坐北朝南，占地面积很大。虽然当年寿恩固伦公主下嫁，但公主并未另外获赐府第，所以此宅只是公爵府邸规制。宅院分为住宅和花园这南北两个部分，住宅又分四路，在内务部街北并列四座宅门，原来都是广亮大门，其中三座已封堵，内务部街11号改为如意门。自东至西倒座房二十三间，硬山合瓦清水脊。门内都有通向各院的随墙门以及独立影壁。
- 主院：今内务部街11号院房屋高大，有四进院落，是主院。进入一殿一卷垂花门，二进院到四进院都有抄手游廊环绕。前过厅堂五间，前出廊，后出三间悬山式抱厦，正房三间，东西耳房各二间，采用双卷勾连搭；北房五间，前出廊。该院都是大式硬山筒瓦过垄脊，戗檐砖雕，箍头彩画，当年是接待客人和举行礼仪的场所[1]。
- 东路：共有四进院落，影壁已无存。一进院北房五间已被拆改；二进院北房五间是过厅，前后廊；三进院正房三间，前出廊，东西耳房各二间，东西厢房各三间，前出廊，两院都有抄手游廊连接；四进院北房七间，前廊后厦。该院都是合瓦过垄脊，院落很宽敞，当年应是书斋、静室之类[1]。
- 西一路：过主院西屏门，是西一路，格局紧凑，一殿一卷垂花门，前后院正房各三间，东西耳房各二间，东西厢房各三间，都出廊，有游廊环绕，为筒瓦硬山过垄脊，当年应是主要居所。其四进院较敞大，后罩房共八间用顺山形式排列，是小后花园，但是拆改较大[1]。
- 西二路：一进院北房五间，前后廊，合瓦清水脊，二进院，北房五间，前出廊，筒瓦过垄脊，该院是家祠[1]。
- 花园：位于全院北部，占地面积很广，尽管改建添建很多，但尚存假山叠石，且横贯东西呈曲字形，假山上面有轩亭，中间三间是敞轩，筒瓦歇山顶，两端各有一座四角攒尖顶方亭；下面有阶石、涵洞。花草灌木及石雕点缀其中[1]。